# Calosoma peregrinator
Calosoma peregrinator es una especie de escarabajo del género Calosoma, familia Carabidae. Fue descrita científicamente por Guérin-Méneville en 1844.
Esta especie se encuentra en los Estados Unidos y México.